# Kaskaden-Vulkane (Kanada)
Die Kaskaden-Vulkane in Kanada (engl. Canadian Cascade Arc oder Canadian Cascades) sind der in der kanadischen Provinz British Columbia liegende Abschnitt der nordamerikanischen Kaskaden-Vulkane (engl. Cascade Volcanic Arc). Sie liegen vollständig in der Provinz British Columbia und verteilen sich von der Kaskadenkette im Süden bis zu den Coast Mountains im Norden. Genau genommen beginnt das Südende dieses Abschnitts an der Grenze zwischen Kanada und den Vereinigten Staaten. Die genauen Grenzen im Norden sind jedoch nicht so präzise definiert, und die Geologie in diesem Teil des Vulkangürtels ist nicht vollständig bekannt. Von Geologen wird weithin akzeptiert, dass der Canadian Cascade Arc sich durch die Pacific Ranges der Coast Mountains erstreckt. Es gibt aber auch die ausdrückliche Besorgnis, dass sich der Vulkangürtel möglicherweise weiter nordwärts bis in die Kitimat Ranges erstreckt, eine weitere Untereinheit der Coast Mountains, und sogar so weit nach Norden, dass er bis nach Haida Gwaii (früher als Queen Charlotte Islands bekannt) reicht.
Über die vergangenen 29 Millionen Jahre hinweg ist im Canadian Cascade Arc eine Kette von Vulkanen entlang der British Columbia Coast ausgebrochen. Mindestens vier vulkanische Zonen in British Columbia stehen im Zusammenhang mit dem Vulkanismus in der Kaskadenkette. Dazu gehören ein großes vulkanisches Plateau im British Columbia Interior und drei lineare Vulkangürtel an der British Columbia Coast. Sie wurden in unterschiedlichen geologischen Epochen geformt, die durch Jahrmillionen voneinander getrennt sind, und kommen in drei Regionen vor, die als back-arc (dt. etwa „rückwärtiger Bogen“), main-arc (dt. „Haupt-Bogen“) und fore-arc (dt. etwa „vorgelagerter Bogen“) bezeichnet werden. Der jüngste der drei Vulkangürtel war über die vergangenen 4,0–3,0 Millionen Jahre sporadisch aktiv; der letzte Ausbruch fand möglicherweise in den letzten 1.000 Jahren statt. Vor etwa 2.350 Jahren ereignete sich eine gewaltige explosive Eruption, von der eine massive Eruptionssäule in die Atmosphäre gesandt wurde. Es ist vermutlich der größte Vulkanausbruch auf dem Gebiet des heutigen Kanada in den letzten 10.000 Jahren.
In historischen Zeiten war der Canadian Cascade Arc wesentlich weniger aktiv als der US-amerikanische Abschnitt des Vulkanbogens. Es gibt auch keine Aufzeichnungen oder Daten über historische Eruptionen. Gleichwohl stellt der Vulkanbogen eine potenzielle Gefahr für die Umgebung dar. Jegliche Gefährdung – von Erdrutschen bis hin zu Vulkanausbrüchen – stellt sowohl für Menschen als auch andere Lebewesen ein erhebliches Risiko dar. Auch wenn keine historischen Eruptionen im Canadian Cascade Arc bekannt sind, kann sich die Ausbruchstätigkeit sehr wahrscheinlich fortsetzen; wenn dies einträte, würden umgehend Hilfsmaßnahmen organisiert. Die im Interagency Volcanic Event Notification Plan (IVENP) zusammengefassten Organisationen und Behörden sind darauf vorbereitet, Menschen zu warnen, die durch Vulkanausbrüche gefährdet werden könnten.

## Geologie

### Herausbildung
Die Kaskaden-Vulkane entstanden ursprünglich durch die Subduktion der heute teilweise abgetauchten Farallon-Platte an der Cascadia-Subduktionszone. Vor 28 Millionen Jahren zerbrach die Farallon-Platte u. a. in die Juan-de-Fuca-Platte, welche fortgesetzt unter den Pazifischen Nordwesten Nordamerikas subduziert wird. In den letzten paar Jahrmillionen klang der Vulkanismus entlang des Vulkanbogens ab. Die mögliche Erklärung liegt in der Konvergenz-Rate zwischen der Juan-de-Fuca- und der Nordamerikanischen Platte. Diese beiden tektonischen Platten konvergieren aktuell mit einer Rate von 3–4 cm pro Jahr. Das ist nur ungefähr die Hälfte der Konvergenzrate von vor sieben Millionen Jahren.

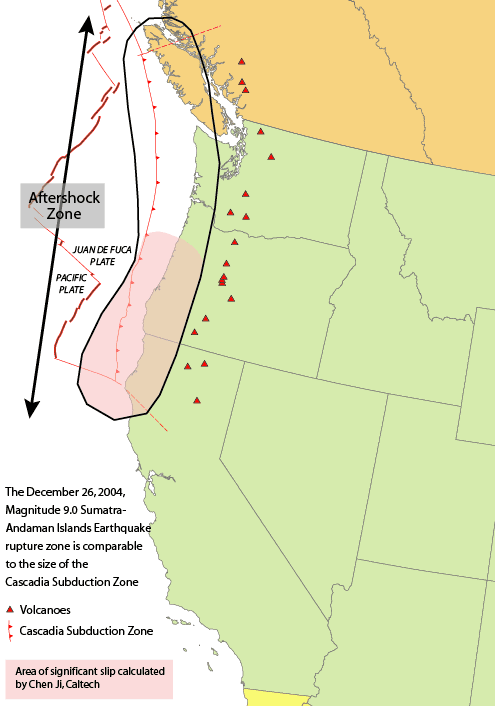
Gebiet der Cascadia-Subduktionszone und der heutige Cascade Volcanic Arc

Aufgrund des sehr großen Gebietes der Verwerfung kann die Cascadia-Subduktionszone schwere Erdbeben hervorrufen, die eine Magnitude von 7,0 oder größer haben können. Die Schnittstelle zwischen der Juan-de-Fuca- und der Nordamerikanischen Platte verharrt über einen Zeitraum von grob geschätzt 500 Jahren in einem blockierten Zustand. Während dieser Zeiträume bauen sich Spannungen an der Schnittstelle der Platten auf; außerdem werden tektonische Hebungen am Rand der Nordamerikanischen Platte verursacht. Wenn die Platten schließlich aneinander vorbeigleiten, entladen sich die während der 500 Jahre aufgestauten Energien in einem gewaltigen Erdbeben. Das jüngste davon, das Kaskadien-Erdbeben von 1700, wurde in die mündliche Überlieferung  der First Nations auf Vancouver Island übernommen. Das Beben verursachte heftige Erschütterungen und einen gewaltigen Tsunami, der den Pazifik überquerte. Die heftigen, mit dem Erdbeben einhergehenden Erschütterungen zerstörten Häuser der Cowichan auf Vancouver Island und verursachten mehrere Erdrutsche. Es wurde für die Cowichan außerdem zu schwierig, weiter in der Region zu leben, und die Erschütterungen waren so langwellig, dass sie erkrankten. Der vom Erdbeben ausgelöste Tsunami zerstörte schließlich ein Winter-Dorf bei Pachena Bay und tötete alle dort lebenden Personen. Das Kaskadien-Erdbeben von 1700 verursachte küstennahe Senkungen sowie überschwemmte Sümpfe und Wälder an der Küste, die später unter Geröll begraben wurden.
Anders als andere Subduktionszonen weltweit gibt es in der Tiefsee der Cascadia-Zone keine Tiefseerinne am Kontinentalrand. Dies rührt daher, dass die Mündung des Columbia River direkt in die Subduktionszone reicht, Sedimente am Grunde des Pazifik ablagert und so die ozeanische Rinne zuschüttet. Gewaltige Fluten aus dem prähistorischen Lake Missoula lagerten im Jungpleistozän ebenfalls riesige Mengen von Sedimenten in der Rinne ab. Mit anderen Subduktionszonen hat sie jedoch gemeinsam, dass der äußere Rand langsam zusammengedrückt wird, ähnlich wie eine gigantische Feder. Wenn die gespeicherte Energie plötzlich durch eine Rutschung entlang der Verwerfung in unregelmäßigen Abständen freigesetzt wird, kann die Cascadia-Subduktionszone sehr schwere Erdbeben hervorrufen wie dies beim Kaskadien-Erdbeben am 29. Januar 1700 mit einer Magnitude von 9,0 geschah.

### Vulkanismus im Hauptbogen

#### Pemberton-Vulkangürtel
Die vulkanische Aktivität des Hauptbogens begann am südlichen Ende des Pemberton-Vulkangürtels vor etwa 29 Millionen Jahren während des mittleren Oligozäns. Sie verlagerte sich dann vor 22 Millionen Jahren nordwärts in die Coquihalla-Region, gefolgt von Vulkanismus nahe der heutigen Kleinstadt Pemberton vor 16 bis 17 Millionen Jahren. Im Gebiet des Salal Creek gab es vor 8 Millionen Jahren vulkanische Aktivität, und der nördlichste Vulkan des Pemberton-Gürtels wurde vor 6,8 Millionen Jahren geformt. Die nordwärts zunehmende Verjüngung des Pemberton-Gürtels zeigt an, dass sich unter dem heutigen British Columbia die Grenze eines Platten-Fensters (engl. slab window) nordwärts bewegte, und das mindestens seit Beginn des Vulkanismus im Bogen vor 29 Millionen Jahren bis zum Ausbruch des jüngsten Vulkans vor 6,8 Millionen Jahren. Die ausgedehnte Masset Formation auf Haida Gwaii wurde von einigen Wissenschaftlern als nördliche Erweiterung des Pemberton-Vulkangürtels vorgeschlagen. Die geochemischen und physikalisch-vulkanologischen Eigenschaften der Masset Formation zeigen jedoch an, dass sie in einer Riftzone gebildet wurde, im Gegensatz zu den anderen vulkanischen Objekten im Pemberton-Gürtel.
Die weitreichende Erosion des Pemberton-Vulkangürtels hat die meisten seiner Vulkangipfel beseitigt und ihre magmatischen Systeme exponiert. Diese formen mehrere intrusive Körper wie Batholithen und Stöcke. Das Ende des Vulkanismus im Pemberton-Gürtel  könnte dadurch verursacht worden sein, dass die Juan-de-Fuca-Platte in einem steileren Winkel subduziert wird, nachdem die Explorer-Platte vor etwa 6 Millionen Jahren geformt wurde. Diese Änderung der Tektonik schuf den modernen Canadian Cascade Arc wie auch die Cascade Range insgesamt sowie die Olympic Mountains.

##### Chilliwack-Batholith

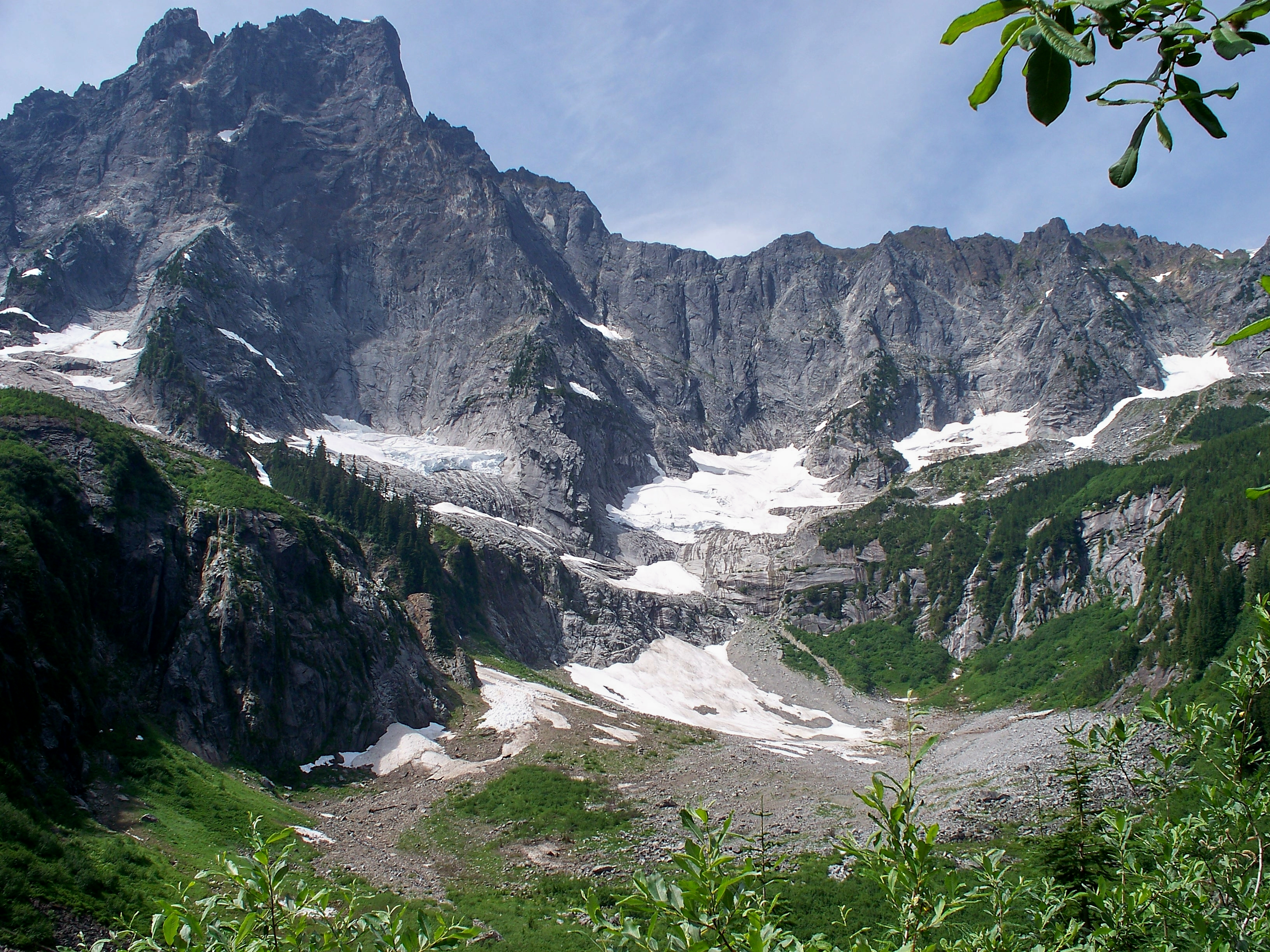
Der größte Teil des Slesse Mountain in der Cascade Range besteht aus dem grauen Diorit des Chilliwack-Batholithen

Das erste vulkanische Ereignis vor 29 Millionen Jahren formte die intrusiven Gesteine des Chilliwack-Batholithen, welcher sich südwärts bis in den US-Bundesstaat Washington erstreckt. In Kanada besteht der Batholith aus Gesteinen, die vom hypersthenischen Quarz-Gabbro bis hin zu albitischen Graniten reicht. Es gibt drei Haupt-Plutone. Der älteste und ausgedehnteste ist ein unregelmäßig zonierter Pluton, der an den Rändern aus Quarz-Diorit zusammengesetzt ist und nach innen über Granodiorit bis hin zu einem kleinen Kern aus Granit besteht. Dieser Pluton kommt an beiden Seiten des Chilliwack Lake, einem schmalen von Nord nach Süd verlaufenden See in der Kaskadenkette, an die Oberfläche. Zwei jüngere Plutone, die aus nahezu homogenem leukokratem Biotit-Quarz-Monzonit besteht, liegen nördlich des Chilliwack Lake, 3,2 km östlich des Slesse Mountain.

##### Coquihalla-Vulkankomplex
Vulkanismus schuf vor 22 bis 21 Millionen Jahren den Coquihalla-Vulkankomplex etwa 32 km nordöstlich von Hope. Er besteht aus vulkanischen und intrusiven Gesteinen, die in ihrer Zusammensetzung kalk-alkalin-felsisch bis intermediär sind. Der Coquihalla Mountain, der mit 2.157 m höchste Gipfel der Bedded Range, ist ein wichtiger erhaltener Schichtvulkan und repräsentiert einen der wenigen erhalten gebliebenen miozänen Vulkane im südwestlichen British Columbia. In der Folge wurde der Coquihalla-Vulkankomplex zum Gegenstand geologischer Untersuchungen, welche die Überbleibsel dessen herausstellten, was einst eine ausgedehnte Schicht vulkanischen Gesteins im frühen Miozän gewesen sein mochte. Der Coquihalla-Komplex hat auch eine andere magmatische Zusammensetzung als die Vulkane des Canadian Cascade Arc, die in den letzten zwei Millionen Jahren geformt wurden. Rhyolitische Tuffe sind die primären magmatischen Gesteine, aus denen der Coquihalla-Vulkankomplex besteht; außerdem sind kleine Anteile an Basalten oder Andesiten vorhanden. Dies bildet einen Gegensatz zu den modernen Vulkanen des Canadian Cascade Arc, weil deren vulkanische Gesteine hauptsächlich aus Basalten und Andesiten bestehen, denen eher felsische als dazitische Gesteine beigemischt sind. Changes in magma composition have also occurred in the American portion of the Cascade Arc.

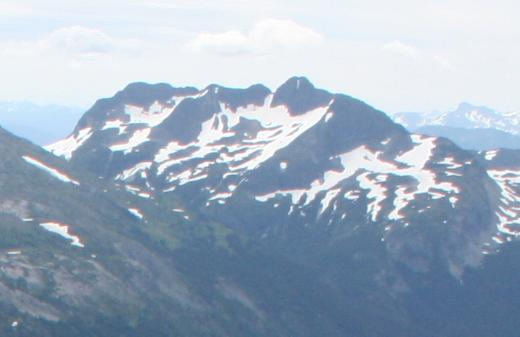
Der Coquihalla Mountain, ein Vulkangipfel im Pemberton-Vulkangürtel, der im Frühen Miozän aktive war

Der Coquihalla-Vulkankomplex wurde anfänglich durch den Ausstoß großer Glutlawinen auf einer erodierten Oberfläche geformt. Die Leerung einer flachen Magmakammer verursachte eine Kippung der Diskordanz auf dem Eagle-Pluton, welcher im Südosten gelegen ist. Als Begleiterscheinung der Verwerfung, Kippung und Senkung wurden wiederholt Brekzien-Lawinen über die übersteilen oberflächlichen Strukturen der Pasayten Group und des Eagle-Pluton geschoben. Ergebnis der vulkanischen Aktivität war eine 1.000 m starke Folge von Ablagerungen aus pyroklastischen Gesteinen; eine Periode der Dormanz folgte. Während dieser Zeit wurden Konglomerate, Sandstein und eine mächtige Schicht von Pasayten-Klast-Brekzie abgelagert.
Anschließende Eruptionen produzierten Glutlawinen, welchen eine weitere kurze Unterbrechung der vulkanischen Aktivität folgte. Eruptionen, welche die Schlote freibliesen, produzierten pyroklastische Brekzie, welche auf einem Berggrat nördlich und östlich des Coquihalla Mountain fortgesteht. Die Bewegungen entlang der Jim-Kelly-Creek-Verwerfung ließen nach, und schließlich füllten und überfluteten Glutlawinen diese Grenze des Beckens. Später wurden zahlreiche subvulkanische Intrusionen eingelagert, die nach dem Miozän emporgehoben und abgekippt wurden und die darüberliegenden vulkanischen Gesteine verformten. Erosion entfernte, was als ausgedehnte vulkanische Ablagerung des umgebenden Gebietes angesehen werden könnte; die darunter verschütteten Lavadome und Intrusionen wurden freigelegt. Heute nimmt der Coquihalla-Vulkankomplex eine Fläche von etwa 30 km² ein; das Volumen des pyroklastischen Materials beträgt 50 km³. Ein mächtiger Stock, zusammengesetzt aus pyroxenischem Diorit und biotit-pyroxenischem Quarz-Diorit, bildet die heutige Basis des Coquihalla Mountain.

##### Mount Barr Plutonic Complex
Südlich des Fraser River am Wahleach Lake befindet sich der Mount Barr Plutonic Complex. Benannt nach dem Mount Barr in der Skagit Range der Kaskadenkette, variiert das Alter dieses plutonischen Komplexes zwischen 16 und 21 Millionen Jahren. Er besteht aus mindestens vier Plutonen. Der Haupt-Pluton, 80 % des Komplexes umfassend, besteht aus felsischen und intermediären intrusiven Gesteinen von Quarz-Diorit bis Quarz-Monzonit. Er ist fast kreisförmig und hat den 1.907 m hohen Mount Barr geformt. Magmatismus schuf schließlich zwei jüngere Stöcke im Haupt-Pluton. Der ältere Stock besteht aus feinkörnigem Biotit-Hornblende-Granodiorit, der jüngere aus leukokratischem Biotit-Quarz-Monzonit. Ein 60 bis 90 m breiter Dyke, zusammengesetzt aus granophyrischem Hornblende-Plagioklas-Porphyr, ist zwischen Quarz-Diorit des Hope Plutonic Complex und eozänischem Konglomerat eingelagert. Er repräsentiert einen Trum des Haupt-Plutons am Mount Barr. Unmittelbar nordwestlich dieses Haupt-Plutons gibt es einen Biotit-Hornblende-Quarz-Diorit-Pluton nahe dem Hicks Lake. Wegen seiner Heterogenität wird er nur gelegentlich als Teil des Mount Barr Plutonic Complex angesehen.

##### Crevasse-Crag-Vulkankomplex

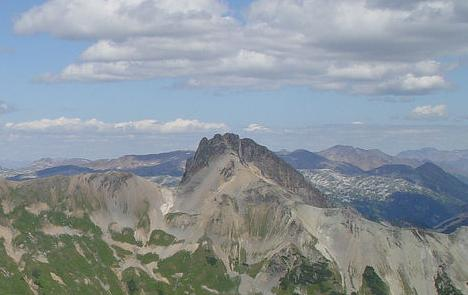
Der Chipmunk Mountain (Mitte), ein erloschener Vulkan aus dem Miozän, der im Zusammenhang mit dem Vulkanismus im Pemberton-Vulkangürtel geformt wurde

Etwa 22 km südöstlich des Lillooet Lake liegt der Crevasse-Crag-Vulkankomplex. Er ist etwa 16 Millionen Jahre alt und befindet sich am Gipfel eines vergletscherten Berggrates, der aus intrusiven Gesteinen der Oberkreide und jüngeren Formationen besteht. Diese bilden einen Teil des riesigen Coast Plutonic Complex, welcher sich entlang der British Columbia Coast erstreckt. Der Crevasse-Crag-Vulkankomplex umfasst vulkanische Brekzien, Tuffe und Flüsse aus Einsprenglingen. Analysen der Hauptbestandteile, der Spuren und der Seltenen Erden zeigen an, dass Lavaflüsse aus Dazit, Andesit und Basaltandesit seine tiefer gelegenen Flanken formen.

##### Salal-Creek-Pluton
An den Quellen des Salal Creek befindet sich ein nahezu kreisförmiger zusammengesetzter Stock, der als Salal-Creek-Pluton bezeichnet wird. Sein Alter wird auf 8 Millionen Jahren geschätzt, sodass es sich um einen der jüngsten felsischen Plutone in den Pacific Ranges handelt, die zutage treten. Wie andere Plutone des Pemberton-Gürtels wird der Salal-Creek-Pluton im Allgemeinen von Geologen für die Wurzel eines sehr stark erodierten Vulkans gehalten. Episodische Eruptionen könnten einst einen großen Dom geformt haben, aber die rasche Erosion bis zu einer Tiefe von einem Kilometer hat diese vulkanische Struktur entfernt und den 10 km breiten Salal-Creek-Pluton freigelegt. Dieser ist in seiner Struktur komplex und besteht aus einem älteren äußeren Ring aus grobkörnigem Quarz-Monzonit und einem jüngeren inneren Stock aus feiner granuliertem porphyrischen Quarz-Monzonit. Der Pluton bedeckt eine Fläche von 60 km².

#### Garibaldi-Vulkangürtel
Nachdem der Vulkanismus im Pemberton-Gürtel vor 4–3 Millionen Jahren abgeklungen war, verlagerte sich die vulkanische Aktivität westwärts und formte den jüngeren Garibaldi-Vulkangürtel. Dieser repräsentiert den modernen Canadian Cascade Arc. Er besteht aus Lavaflüssen, Lavadomen, Schlackenkegeln, Schichtvulkanen, subglazialen Vulkanen und Vulkanpfropfen. Die vulkanische Aktivität während der Fraser-Vereisung vor 25.000 bis vor 10.000 Jahren interagierte mit Gletschereis und formte so subglaziale Dome, Tuyas und Eisgrenzen-Lavaflüsse. Seit sich der Kordilleren-Eisschild vor etwa 10.000 Jahren zurückzog, ereigneten sich die meisten Eruptionen subaerisch. Die jüngste explosive Eruption trat vor etwa 2.350 Jahren auf, und die letzte effusive Eruption fand vor weniger als 1.500 Jahren statt.
Drei gestaffelte Abschnitte bilden den Garibaldi-Vulkangürtel und werden konsequenterweise als südlicher, zentraler und nördlicher Abschnitt bezeichnet. Jeder Abschnitt hat mindestens einen Hauptvulkan und mehrere weitere kleinere vulkanische Objekte. Der nördliche Abschnitt schneidet den älteren Pemberton-Vulkangürtel nahe dem Mount-Meager-Massiv, wo er die emporgehobenen und tief erodierten Überbleibsel der subvulkanischen Plutone im Pemberton-Gürtel überlagert.

##### Südlicher Abschnitt

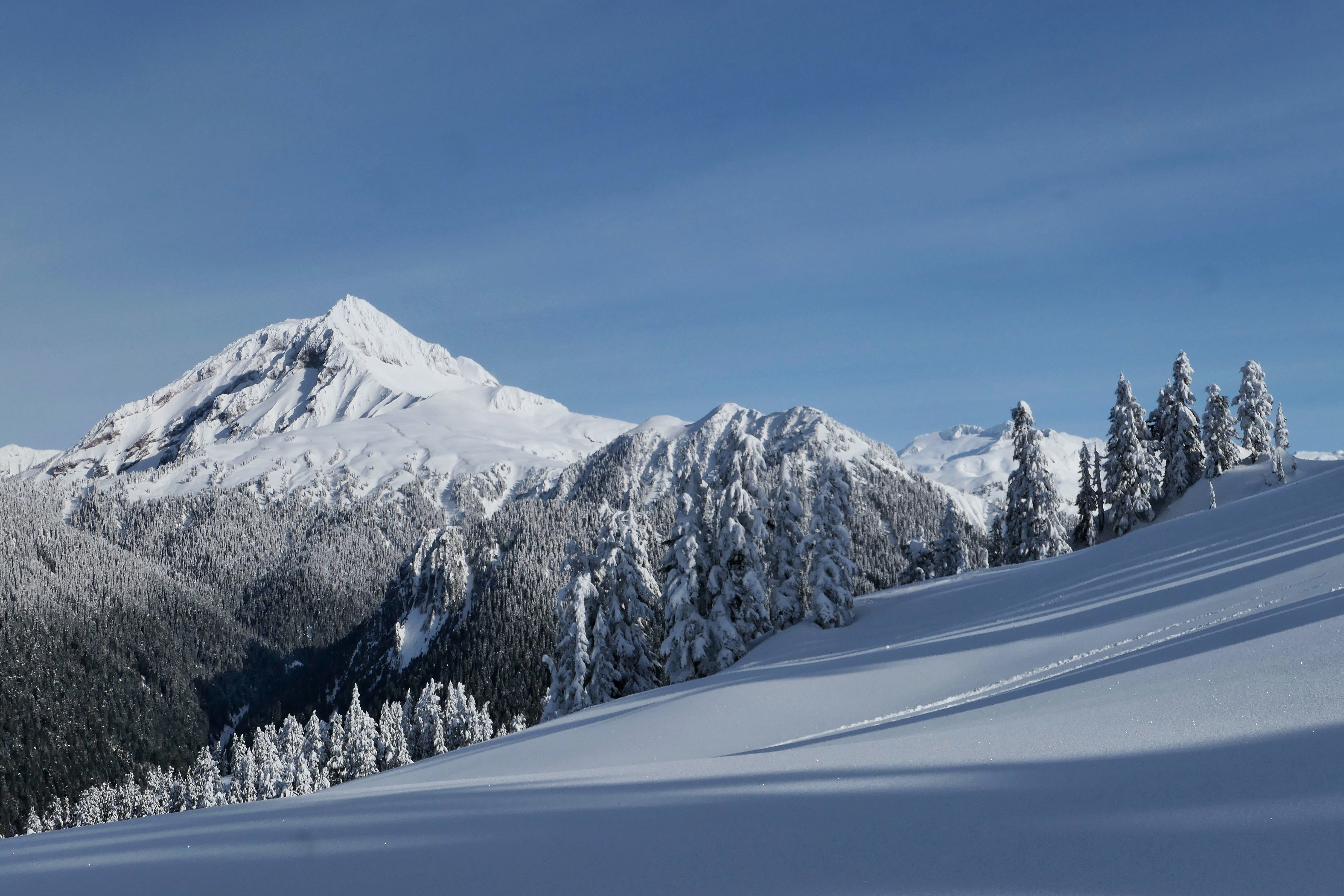
Der Mount Garibaldi von der Südseite her

Drei Hauptvulkane bilden zusammen mit mehreren kleineren Vulkanobjekten den südlichen Abschnitt. Der größte und jüngste dieser Vulkane, der Mount Garibaldi, ist ein gegliederter Schichtvulkan, dessen Herausbildung vor 250.000 Jahren begann. Diese eruptive Periode schuf einen breiten, geschichteten Kegel aus Dazit und Brekzie. Teile dieses „Proto-Garibaldi“ oder eines älteren Vulkans sind an den tieferen Lagen der Nord- und Ostflanke des Garibaldi sowie an den oberen 240 m der Brohm Ridge an die Oberfläche getreten. Rings um die heutige Lage des Columnar Peak und möglicherweise auch um die Glacier Pikes baute sich eine Reihe von miteinander verbundenen dazitischen Lavadomen auf. Während der darauffolgenden langen Periode der Dormanz schnitt der Cheekye River ein tiefes Tal in die Westflanke des Kegels, das später mit einem Gletscher ausgefüllt wurde. Nach dem Erreichen der maximalen Ausdehnung des Cheekye Glacier und des Kordilleren-Eisschildes wurde das Gebiet mit Vulkanasche und Geröllbruch vom Garibaldi bedeckt. Diese Wachstumsperiode begann mit dem Ausbruch des Atwell Peak, eines Propfen-Doms, vor etwa 13.000 Jahren an einem von einem Eisschild umgebenen Grat. Als der Pfropfen-Dom wuchs, bröckelten massive Schichten gebrochener Lava als Talus an seinen Seiten herab. Zahlreiche peléanische Eruptionen begleiteten mit Glutlawinen diese kühleren Lawinen und formten einen gegliederten Kegel mit einem Volumen von 6,3 km³ und einem Hang mit einer Gesamtneigung von 12 bis 15 Grad. Ein Teil des Gletschereises wurde durch die Eruptionen geschmolzen und bildete am Südarm der Brohm Ridge einen kleinen See. Die vulkanischen Sandsteine, die heutzutage im oberen Bereich der Brohm Ridge zu sehen sind, wurden durch die in diesem See abgelagerte Asche gebildet. Die Überdeckung mit Gletschern war am Westhang am größten und im Süden etwas weniger stark. Die anschließende Schmelze des Kordilleren-Eisschildes und der ihn bildenden Gletscher initiierten eine Serie von Lawinen und Muren an der Westflanke des Garibaldi, die nahezu die Hälfte des ursprünglichen Kegelvolumens in das Squamish Valley verfrachtete, das auf 26 km² bis zu einer Stärke von 91 m bedeckt wurde. Durch das schmelzende Eis gelassene Lücken verursachten eine kleine bis mittlere Verzerrung des Kegels, wo der Kordilleren-Eisschild dünn war, und eine große an seinen dicken Stellen. Über dem verschütteten Cheekye Valley war das Eis am dicksten und deshalb die Verzerrung des Kegels am stärksten. Später ging der Vulkanismus vom Dalton Dome aus, welcher den Westgipfel des Garibaldi bildet. Lavaflüsse umschlossen den Kopf des Erdrutsches an der Westflanke des Garibaldi. Etwa zur selben Zeit ergoss sich ein Dazit-Lavafluss vom Opal Cone 20 km den Ring Creek an der Südostflanke des Garibaldi hinab, ohne irgendwo auf Gletschereis zu treffen. Die letzte Eruption des Mount Garibaldi geschah im frühen Holozän, kurz nach dem Rückzug des Kordilleren-Eisschildes aus den regionalen Tälern vor 10.700 bis 9.300 Jahren.

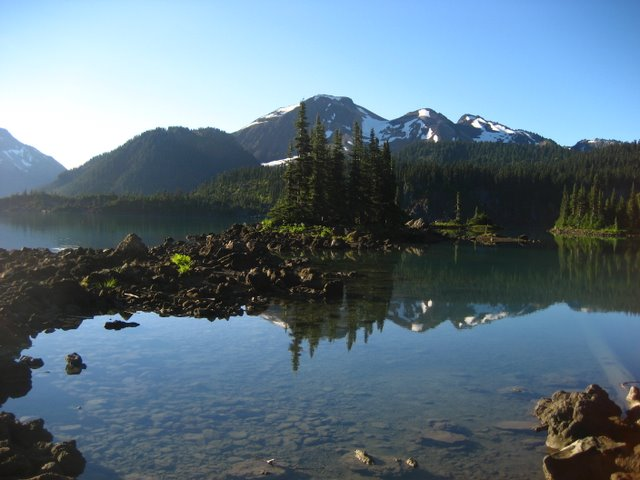
Der Mount Price und eine der Battleship Islands spiegeln sich im klaren Wasser des Garibaldi Lake

Der Mount Price, einer der drei Hauptvulkane im südlichen Abschnitt, wurde während dreier Perioden eruptiver Aktivität geformt. Die erste eruptive Periode vor  1,2 Millionen Jahren schuf einen Schichtvulkan aus Hornblende und Andesit auf dem Grund eines Kar-artigen Beckens. Während des Mittelpleistozäns vor etwa 300.000 Jahren verschob sich der Vulkanismus westwärts und erschuf den nahezu symmetrischen Schichtvulkan des Mount Price. Episodische Eruptionen produzierten bei peléanischer Aktivität Andesit- und Dazit-Laven wie auch Glutlawinen. Später wurde der Vulkan durch den Kordilleren-Eisschild überformt. Nach dem Rückzug des Eisschildes aus den höheren Lagen schufen Andesit-Eruptionen aus Satellitenschloten einen kleinen Lavadom an der Nordflanke des Mount Price. Am Clinker Peak gab es vor etwa 10.000 Jahren möglicherweise zeitweilig Vulkanaktivität mit der Eruption zweier Lavaflüsse aus Hornblende-Biotit und Andesit. Beide sind über 250 m dick und 6 km lang und erstrecken sich nach Nordwesten und Südwesten. Die ungewöhnlich große Dicke dieser Lavaflüsse wurde durch den Stau und die Abkühlung am Kordilleren-Eisschild verursacht, als dieses noch die tieferen Lagen der Täler ausfüllte. Dies war die letzte eruptive Aktivität am Mount Price.
The Black Tusk, der älteste und auffälligste der drei Hauptvulkane, ist ein von Gletschern freigelegter Überrest eines Schichtvulkans, der vor 1,3 bis 1,1 Millionen Jahren geformt wurde. Die Eruptionen produzierten Lavaflüsse aus Hornblende und Andesit sowie lithischen Fragmenten aus Tuffen. Die über einen langen Zeitraum fortgesetzte Erosion zerstörte den ursprünglichen Kegel. Die Klippen im Nordwesten, Südwesten und Südosten des vulkanischen Hauptobjekts sind Überbleibsel dieses älteren Vulkans. Neuerlicher Vulkanismus vor 210.000 bis vor 170.000 Jahren produzierte Lavaflüsse aus hypersthenischem Andesit, welche lokal mit schroffen 100 m dicken Abschlüssen enden, die mit Eis in Kontakt waren. Die letzte eruptive Aktivität gipfelte in der Extrusion eines endogenen Doms und der damit zusammenhängenden Lava, welche die heutige 2.316 m hohe Felsnadel schufen. Später grub der Kordilleren-Eisschild ein tiefes, nordwärts strebendes Trogtal in die Ostflanke des Vulkans.

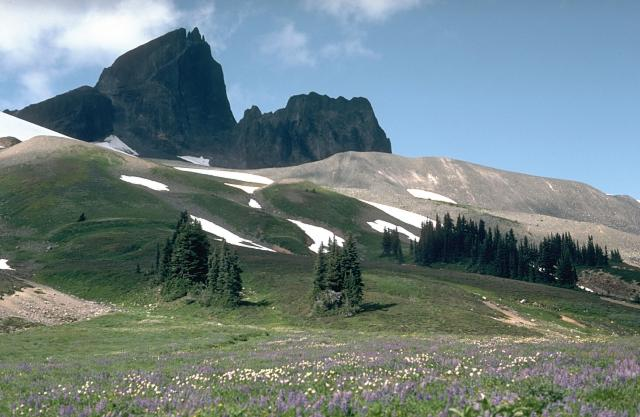
The Black Tusk thront über einer blumenbedeckten Wiese. Der helle Grat auf der rechten Seite ist eine glaziale Moräne.

The Table, eine Hornblende-Anndesit-Tuya, befindet sich etwa 3 km südöstlich des Mount Price und ragt steil 305 m über vergletschertes Grundgebirge. Er wurde durch vulkanische Eruptionen geformt, welche schmelzend durch den Kordilleren-Eisschild drangen. Der Lava-Verschluss von The Table wurde extrudiert, nachdem der Vulkan über den Seespiegel hinausgewachsen war. Das Fehlen von Findlingen auf seinem Gipfel und von Erosions-Anzeichen, die in Zusammenhang mit einer Kaltzeit stehen, zeigen an, dass The Table durch subglaziale Eruptionen während des frühen Holozäns geschaffen wurde, unmittelbar vor dem Verschwinden des Eisschildes.
Der Cinder Cone, ein aus Asche, Lapilli und vereinzelter Stricklava sowie Fragmenten von Brotkrustenbomben bestehender Vulkankegel, wurde während zweier Perioden eruptiver Aktivität geschaffen. Die erste eruptive Periode produzierte in einer phreatomagmatischen Explosion vor etwa 100.000 Jahren nach einer Periode des glazialen Rückzugs einen Tuffring und einen 9 km langen basaltandesitischen Lavafluss. Während der zweiten und letzten eruptiven Periode vor etwa 10.000 Jahren schuf eine strombolianische Eruption einen kleinen pyroklastischen Kegel am Ostrand des älteren basaltandesitischen Tuffrings. Ein 9 km langer Lavafluss, aus Basalt bis Mugearit bestehend, wurde an der Kegelbasis ausgestoßen und floss in einem nordwärts gerichteten Trogtal an der Ostflanke des Black Tusk herab.

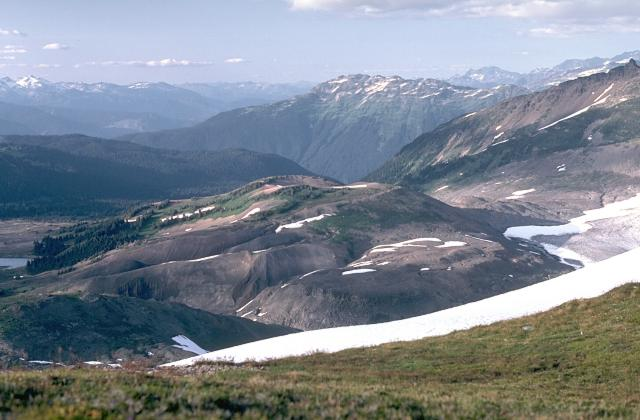
Der Cinder Cone

Der Monmouth Creek Complex an der Westseite der Mündung des Squamish River ist ein prominentes und rätselhaftes Vulkanobjekt, das aus Basaltandesit und Dazit unbekannten Alters zusammengesetzt ist. Es könnte eine Gruppe von Dykes und Lavadomen repräsentieren, die subglazial geformt wurden. Mindestens vier Dykes ragen aus seinem Gipfel hervor. Diese formen die Rippen einer 60 bis 180 m hohen Lavanadel, von denen die höchste The Castle darstellt, welche horizontale und ringförmige Basaltsäulen enthält. Die Nadeln sind an ihrer Basis von zusamengeschweißter Brekzie bedeckt, und die Säulen erstrecken sich bis in die verschweißte Abfolge. Die höchstgelegenen Lavaflüsse und Nadeln sind aus Dazit zusammengesetzt.
An der Nordostküste des Howe Sound gibt es einen kleinen Aufschluss vulkanischen Gesteins, das sogenannte Watts Point Volcanic Centre. Es ist der südlichste Vulkan im Garibaldi-Vulkangürtel, der aus 0,02 km³ Hornblende, Pyroxen sowie aus spärlichen Anteilen porphyritischer Dazit-Lava und Brekzie besteht. Der Dazit ist durch Säulen von 5 bis 40 cm dicken Säulen gekennzeichnet, die lokal radiale Muster zeigen. Dieser Vulkan wurde vor 130.000 bis 90.000 Jahren in einer subglazialen bis englazialen Umgebung geschaffen, was durch das Vorhandensein ausgeprägter radialer Muster der Säulenbündel, eine glasige bis feinkörnige Matrix und stratigraphische Beziehungen zum überlagernden Geschiebemergel angezeigt wird.

##### Zentraler Abschnitt
Der Vulkanismus im zentralen Abschnitt begann vor mindestens 4 Millionen Jahren am tief gespaltenen Mount Cayley. Diese eruptive Periode, die bis vor 0,6 Millionen Jahren andauerte, produzierte Dazit-Lavaflüsse und pyroklastische Brekzie. Ein zentraler Pfropfen-Dom, der die Gipfelspitzen des Mount Cayley formt, repräsentiert das jüngste Objekt dieser Periode. Die anschließende Aktivitätsphase vor 0,3–0,2 Millionen Jahren began mit dem Ausstoß eines Dazit-Lavaflusses in das Tal des Shovelnose Creek. Sie endete in der Bildung zweier Lavadome. Der Mount Fee ist ein ein Kilometer langer und 250 m breiter Lavastalagmit aus Rhyodazit auf einem Berggrat östlich des Squamish River. Wie der Mount Cayley entstand er vor der Ausbreitung des Kordilleren-Eisschildes. Andere Vulkane im zentralen Abschnitt wie der Slag Hill, die Ember Ridge, der Cauldron Dome, der Pali Dome und der Ring Mountain entstanden, als Lava in Kontakt mit dem Kordilleren-Eisschild kam. Sie sind in der Struktur Tuyas ähnlich, da ihre Seiten durch den Kontakt mit Gletschereis übersteil ausgeprägt sind.

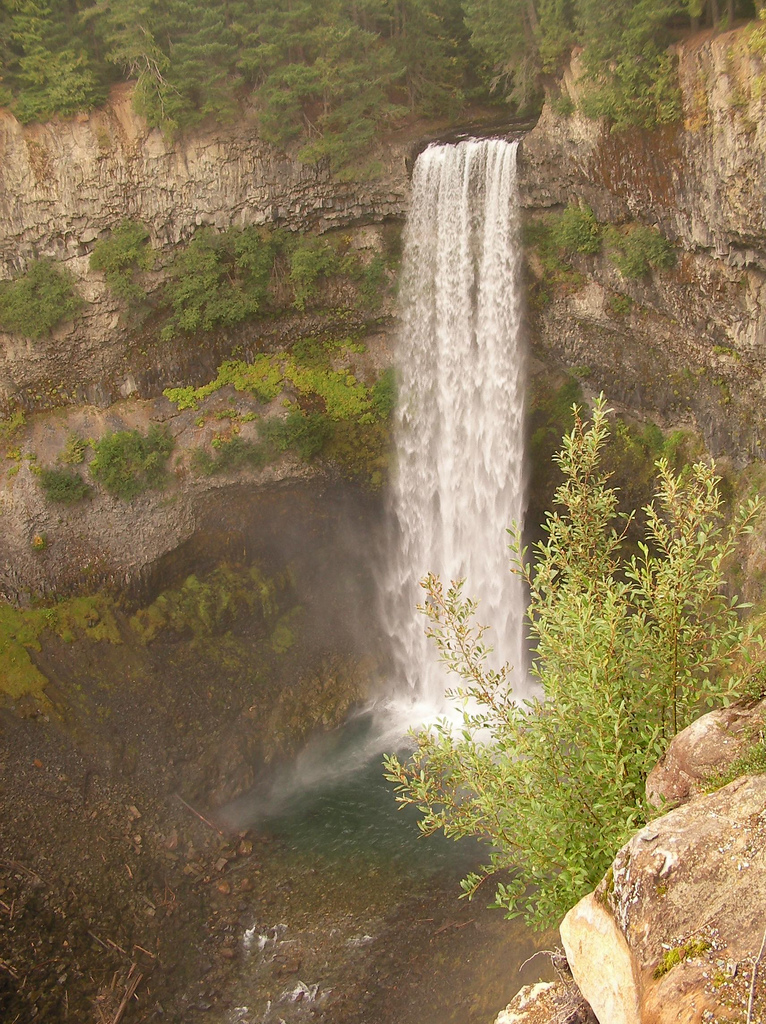
Die Brandywine Falls und die dort an die Oberfläche tretenden Basaltsäulen

Mindestens zwei Sequenzen balsaltandesitischer Lavaflüsse wurden südlich des Tricouni Peak abgelagert. Eine dieser Sequenzen, Tricouni Southwest genannt, schuf eine Klippe an der Ostseite eines von Nord nach Süd verlaufenden Kanals mit einer Tiefe von 200 m angrenzend an die Mündung des High Falls Creek. Die Ostflanke des Lavaflusses, außerhalb des High-Falls-Creek-Kanals gelegen, hat eine konstantere Struktur. Mehrere kleinformatige Säulen und die gesamte Struktur des Lavaflusses legen nahe, dass der westliche Teil über die gesamte Länge des Kanals an Eis grenzte. Nahe der südlichen Einheit entwich Lava in Gletscherspalten. Diese Erkenntnis wurde aus dem Vorhandensein nadelförmiger Formationen geschlossen, die beim Abkühlen entstanden, obwohl viele dieser Objekte bereits durch die Erosion zerstört wurden. Andere Eigenschaften, die den Stau der Lava durch Gletschereis anzeigen, sind die ungewöhnliche Mächtigkeit der Struktur und die steilen Klippen. Der Tricouni-Southwest-Lavafluss wurde demzufolge vor etwa 10.000 Jahren ausgestoßen, als sich die regionale Fraser-Vereisung auf dem Rückzug befand. Die Erklärung dafür, dass der Westteil Eiskontakt anzeigt und der Ostteil nicht, liegt wahrscheinlich darin, dass die Westflanke in einem von Nord nach Süd gerichteten Kanal liegt, welcher weniger der Sonne ausgesetzt war als die ungeschützte Ostflanke. Demzufolge zeichnet der Westteil des Lavaflusses die Vergletscherung in einer Periode nach, in der die Osthänge frei von Gletschereis waren. Tricouni Southeast, die andere vulkanische Sequenz südlich des Tricouni Peak, besteht aus mindestens vier andesitischen oder dazitischen Lavaflüssen, die in Form verschiedener kleiner Steilwände und Klippen auf den ausgedehnt bewachsenen Flanken zutage treten. Sie erreichen Mächtigkeiten von 100 m und enthalten kleine Mengen an Hyaloklastit. Die Ursprünge, welche sie einst speisten, wurden bisher nicht entdeckt, liegen jedoch wahrscheinlich am Gipfel des Hügels. Diese Laven sind durch Merkmale gekennzeichnet, wie sie an Eisgrenzen auftreten, sodass naheliegt, dass jeder dieser Lavaflüsse vor etwa 10.000 Jahren ausgestoßen wurde, als der mächtige Kordilleren-Eisschild auf dem Rückzug war und Gletschereis nur spärlich zurückblieb.
Entlang des Cheakamus River und seiner Nebenflüsse treten die Cheakamus-Valley-Basalte zutage. Mindestens vier basaltische Flüsse bilden die Sequenz, die aus einem unbekannten Schlot vor 0,01 bis 1,6 Millionen Jahren ausgestoßen und abgelagert wurden. Kissenlava tritt am Grunde der Flüsse häufig auf, einige davon sind von hyaloklastischer Brekzie unterlagert. Der kanadische Vulkanologe Bill Mathews legte 1958 nahe, dass die Lavaflüsse in Perioden subglazialer Aktivität ausgestoßen wurden und durch Klüfte oder Tunnel geflossen sind, die durch die Gletscher der Fraser-Vereisung geschmolzen wurden. Mathews begründete dies mit dem Alter des darunter liegenden Geschiebemergels, dem Vorhandensein der Kissenlava am Grund einiger der Flüsse, was Vulkanismus unter Wasser anzeigt, der Säulenbildung an den Grenzen der Laven, was rasche Abkühlung anzeigt, und dem Fehlen einer manifesten Paläogeographie.

##### Nördlicher Abschnitt
Der nördliche Abschnitt besteht aus einem großen vulkanischen Komplex, dem Mount-Meager-Massiv, und einer Gruppe basaltischer und andesitischer Vulkane, die Bridge River Cones genannt werden. Der Mount Meager besteht aus mindestens vier einander überlappenden Schichtvulkanen, die von Süd nach Nord zunehmend jünger sind. Sie wurden in den vergangenen 2,2 Millionen Jahren geformt; die letzte Eruption ereignete sich vor etwa 2.350 Jahren. Die mafischen, intermediären und felsischen Vulkangesteine, die den Mount Meager ausmachen, wurden aus mindestens acht Vulkanschloten ausgestoßen.
Nördlich des Mount-Meager-Massivs bis fast zum Interior Plateau erstrecken sich die Bridge River Cones. Diese Gruppe kleiner Vulkane am oberen Bridge River umfasst Schichtvulkane, Vulkanpfropfen und Lavaflüsse. Diese Vulkane sind im Gegensatz zu anderen im gesamten Garibaldi-Gürtel hauptsächlich aus vulkanischen Gesteinen mit mafischen Bestandteilen zusammengesetzt, darunter alkalischer Basalt und Hawaiit. Die unterschiedlichen Zusammensetzungen des Magmas könnten zu einem kleineren mit einer Teilschmelze im Erdmantel oder einem Effekt einer abtauchenden Plattenkante zusammenhängen. Der älteste Vulkan der Gruppe, der Sham Hill, ist ein 60 m hoher Vulkanpfropfen mit einem per Kalium-Argon-Methode ermittelten Alter von einer Million Jahren. Er ist etwa 300 m breit, und seine unbedeckte vergletscherte Oberfläche ist mit Findlingen übersät. Seine mächtigen Gesteinsschichten entstanden innerhalb des Hauptschlots eines Schichtvulkans, der seither teilweise durch Erosion abgetragen wurde.
Im Südosten entstand vor 970.000 bis 590.000 Jahren der Salal-Gletscher-Vulkankomplex. Er besteht aus subaerischer Tephra und dünnen Ablagerungen von Lavaflüssen, die von  100 m dicken Lavaflüssen umgeben sind, welche wiederum durch Eis aufgestaut wurden. Diese Eisgrenzen-Lavaflüsse wurden geschaffen, als Lavaflüsse in den nahegelegenen Tälern auf Gletschereis stießen, und zwar noch vor der Wisconsin-Vereisung. Nördlich des Salal-Gletscher-Vulkankomplexes liegt ein kleiner basaltischer Schichtvulkan namens Tuber Hill. Seine Entstehung begann vor etwa 600.000 Jahren, als die angrenzenden Täler mit Gletschereis gefüllt waren. Als Lavaflüsse vom Tuber Hill ausgestoßen wurden, interagierten sie mit den talfüllenden Gletschern an seiner Südflanke und erzeugten einen Gletschersee aus Schmelzwasser. Hier wurden mehr als 150 m Hyaloklastit, Geröll von Laharen und lakustrischer Tuff abgelagert. Eine Serie von Kissenlaven wurde gleichfalls während dieser eruptiven Periode abgelagert. Die jüngste vulkanische Aktivität im Bridge-River-Vulkanfeld produzierte eine Serie basaltischer Lavaflüsse in den umliegenden Tälern, von denen Geschiebemergel aus der letzten Kaltzeit überlagert wird. Das Alter dieser talfüllenden Lavaflüsse ist unbekannt, aber das Vorhandensein von unverfestigtem Geschiebemergel unter den Flüssen legt nahe, dass es weniger als 1.500 Jahre beträgt.

#### Mögliche weitere vulkanische Objekte

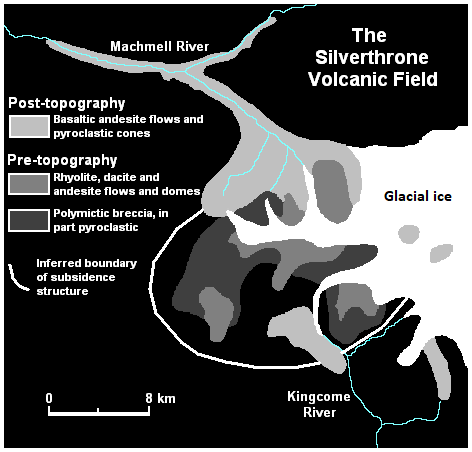
Geologische Karte der Silverthrone Caldera. Das Bild zeigt drei vulkanische Phasen wie auch den Umriss der Caldera.

Mindestens zwei Vulkane und eine Vulkangruppe könnten als Ergebnis des Vulkanismus im Canadian Cascade Arc entstanden sein. Das älteste Objekt, der Franklin-Gletscher-Vulkan, ist eine stark erodierte 20 km lange und 6 km breite geologische Struktur mit einer Höhe von über 2.000 m. Er besteht aus Dykes und subvulkanischen Intrusionen, die von Tuffen, Dazit-Brekzie und Überresten der Erosion einer 450 m dicken Sequenz aus Hornblende-Andesit-Lavaflüssen überlagert sind. Diese wurden vor etwa 6,8 bis 3,5 Millionen Jahren geformt, was anzeigt, dass zwischen diesen Ereignissen eine Periode der Inaktivität von mindestens 3,3 Millionen Jahren lag. Weil der Franklin-Gletscher-Vulkan bisher nicht im Detail wissenschaftlich untersucht wurde, ist über ihn sehr wenig bekannt. Das älteste bekannte magmatische Ereignis vor 6,8 Millionen Jahren geht mit dem Vulkanismus des Pemberton-Vulkangürtels einher. Er wurde daher als nördlichste Zone dieses geologischen Objekts vorgeschlagen. Das jüngste Ereignis jedoch, vor etwa 3,5 Millionen Jahren, korrespondiert mit dem Übergang der Aktivität vom Pemberton- zum Garibaldi-Gürtel. Das zeigt an, dass der Franklin-Gletscher-Vulkan als Teil des Pemberton-Vulkangürtels oder des Garibaldi-Vulkangürtels angesehen werden kann.
Etwa 55 km nordnordwestlich des Franklin-Gletscher-Vulkans liegt die stark gegliederte Silverthrone Caldera. Sie ist 20 km breit und besitzt steile Hänge von nahezu Meeresspiegel-Höhe bis auf 3.160 m hinauf. Wie der Franklin im Südsüdosten wurde auch der Silverthrone nicht im Detail wissenschaftlich untersucht. Infolgedessen ist seine Verwandtschaft und Ausbruchsgeschichte nur dürftig bekannt. Er wird als Teil des Garibaldi-Vulkangürtels angesehen, doch liegt er eher in der Überlappungszone zum viel älteren Pemberton-Vulkangürtel. Mindestens drei Phasen vulkanischer Aktivität wurden am Silverthrone identifiziert. Die erste Phase, die dem Einsturz der Caldera folgte, lagerte eine dicke Sequenz undatierter basaler Brekzie ab. Sie enthält unregelmäßige subvulkanische Intrusionen wie auch einen Überfluss an Dykes. An einigen Orten wurde die basale Brekzie durch die intensive vulkanische Hitze verschweißt. Die anschließende Aktivität vor 750.000 bis vor 400.000 Jahren schuf Lavadome aus Rhyolith, Dazit und Andesit sowie Brekzie und Lavaflüsse. Der Mount Silverthrone, ein Vulkangipfel, der im Zusammenhang mit der Silverthrone Caldera steht, besteht aus einander überlappenden Andesit- und Rhyolit-Lavadomen, die während dieser eruptiven Periode entstanden. Die dritte Phase vor weniger als 1.000 Jahren produzierte Schlackenkegel, pyroklastische Ablagerungen und basaltandesitische Lavaflüsse, die aus Schloten am Rand der Caldera ausgestoßen wurden. Der Großteil dieser Aktivität spielte sich am nördlichen Rand ab, wo Lavaflüsse das Tal des Pashleth Creek ins Tal des Machmell River hinabflossen. Die gesamte Lava-Sequenz ist mindestens 25 km lang und reicht von 2.000 m Höhe bis 100 m hinab. Viele der vulkanischen Produkte sind heute von Gletschereis bedeckt. Es verbleiben jedoch Schlackenkegel, die in niedrigeren Höhen aus dem Gletschereis hervorragen, wie der ausgedehnte Machmell-Pashleth-Creek-Lavafluss. Ein relativ kleiner basaltandesitischer Lavafluss erstreckt sich vom Südrand der Caldera bis zu den Quellen des Kingcome River.
Die Milbanke Sound Group in den Kitimat Ranges besteht aus jungen Lavaflüssen und monogenetischen Schlackenkegeln, die möglicherweise in den vergangenen 10.000 Jahren entstanden. Wie bei Silverthrone und Franklin ist auch über die Milbanke Sound Group wenig bekannt. Demzufolge bleibt auch die Verwandtschaft unklar. Es könnte sich um eine nördliche Erweiterung des Garibaldi-Vulkangürtels handeln, aber es gibt nicht genügend Daten, um diese Hypothese zu stützen. Ihre Entstehung könnte auch durch andere tektonische Prozesse ausgelöst worden sein, die aktuell noch nicht verstanden werden. Auf Swindle Island gibt es am Südufer einen 250 m hohen symmetrischen Schlackenkegel. Dieser Vulkan, Kitasu Hill, besteht aus Tephra und Vulkanbomben. Er gipfelt in einem Vulkankrater, der nach Osten hin aufgebrochen ist. Der Helmet Peak, ein steilwandiger Schlackenkegel auf Lake Island mit einer Höhe von 335 m, besteht aus verschweißten vulkanischen Blöcken und basaltischen Dykes, die Material ausstoßen. Während eines Ausbruchs wurde Brekzie aus basaltischem Tuff über ganz Lake Island und die nahegelegene Lady Douglas Island verbreitet. Lavaflüsse an den Küsten von Price Island und Dufferin Island wurden aus waldbedeckten Basaltkegeln ausgestoßen, welche zu kleinen Hügeln geschrumpft sind. Basaltische Lavaflüsse auf Fingal Island bestehen aus wohlgestalteten Basaltsäulen. Wie bei anderen vulkanischen Ablagerungen in der Milbanke Sound Group ist auch über diese Lavaflüsse sehr wenig bekannt. Obwohl die Milbanke Sound Group wahrscheinlich in den vergangenen 10.000 Jahren entstand, ist das exakte Alter der Lavaflüsse und Schlackenkegel unbekannt. Das geringe Maß der Erosion deutet auf eine post-glaziale Entstehung hin.

### Vulkanismus im Backarc
Parallel zum Canadian Cascade Arc gibt es 150 km nordöstlich ein Gebiet, das aus kleinen basaltischen Lavaflüssen zusammengesetzt ist. Diese Zone, als Chilcotin Group bezeichnet, entstand infolge des Vulkanismus im Backarc-Becken hinter dem Canadian Cascade Arc in Reaktion auf die fortschreitende Cascadia-Subduktion. Die vulkanische Aktivität begann vor 31 Millionen Jahren, aber der größte Teil des Vulkanismus ereignete sich während zweier jüngerer magmatischer Perioden, deren erstere auf ein Alter von 6 bis 10 Million Jahren kommt, die zweite auf ein Alter von 2 bis 3 Millionen Jahren. Dies zeigt an, dass der größte Teil des Vulkanismus in der Chilcotin Group mit dem im Pemberton-Gürtel korrespondiert, obwohl einige der jüngerer Chilcotin-Laven während früher Stadien des Vulkanismus im Garibaldi-Gürtel ausgestoßen wurden. Ein paar Vulkanausbrüche in der Chilcotin Group ereigneten sich in den vergangenen 1,6 Millionen Jahren.

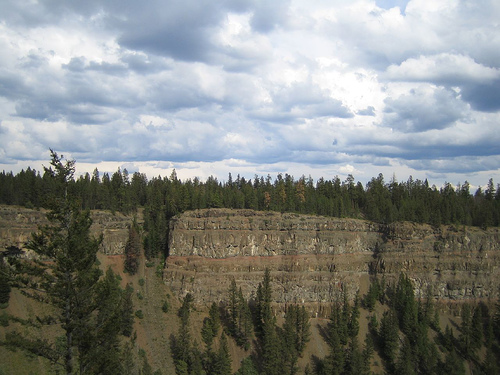
Klippenbildende Flutbasalte im Chasm Provincial Park

Das flache Lava-Plateau der Chilcotin Group bedeckt ein Gebiet von 25.000 km² und besitzt ein Volumen von 1.800 km³. Es besteht aus mehreren dünnen, flachliegenden Pāhoehoe-Lavaflüssen, die aus einer Kette niedriger Schildvulkane ausgestoßen wurden, welche im Spätpleistozän erodiert wurden und seitdem ihre Gabbro-ausstoßenden Vulkanpfropfen exponieren. Das Lava-Plateau hat eine maximale Stärke von 140 m; an der Oberfläche zeigen sich mindestens 20 Lavaflüsse in stratigraphischen Einheiten. Spezifische Lavaflüsse erstrecken sich normalerweise über eine Länge von einem Kilometer und erreichen eine Stärke von 10 m. In einigen Gebieten kann diese Stärke jedoch auch 70 m erreichen.
Einige Ablagerungen von Kissenlava und Kissen-Brekzie treten über die gesamte Chilcotin Group verteilt an die Oberfläche. Pyroklastische Fallablagerungen aus Lapilli wurden aus den Vulkanen des Pemberton-Gürtels ausgestoßen und anschließend von basaltischen Lavaflüssen überlagert. Lavaflüsse aus der vulkanischen Periode vor 16 bis 14 Millionen Jahren sind an den Grenzen des heutigen Lavaplateaus aufgeschlossen, welches weithin aus Basalten besteht, die vor 10 bis 6 Millionen Jahren ausgestoßen wurden. Jüngere Lavaflüsse treten an den Klippen entlang des Fraser Canyon zutage. Diese wurden vor 3 bis 1 Millionen Jahren ausgestoßen; die Schlote, aus denen sie stammen, sind noch nicht entdeckt worden.

### Vulkanismus im Forearc
Der Forearc-Vulkanismus war im nördlichen Vancouver Island vor 8 bis 2,5 Millionen Jahren aktiv. Er schuf eine Anzahl aufgereihter vulkanischer Felsen und subvulkanischer Intrusionen, die als Alert-Bay-Vulkangürtel bezeichnet werden. Benannt nach dem Dorf Alert Bay auf Cormorant Island, erstreckt er sich von der Brooks Peninsula im Südwesten bis zur Kleinstadt Port McNeill im Nordosten. Untersuchungen zur Geometrie und Chronometrie zeigen, dass der Alert-Bay-Gürtel an einer abtauchenden Plattengrenze entstand. Zur Zeit seiner Entstehung fiel möglicherweise die Nootka-Verwerfung mit dem Westende des Alert-Bay-Gürtels zusammen, welcher sich heute 80 km nordöstlich von ihr befindet. Zu den vulkanischen Objekten im Alert-Bay-Gürtel gehören die Twin Peaks, der Cluxewe Mountain und Haddington Island.
Es gibt Hinweise darauf, dass die vulkanische Aktivität im Alert-Bay-Vulkangürtel sich im Laufe der Zeit ostwärts verlagerte, wie auch auf einen Wechsel vom basaltischen zum dazitischen oder rhyolithischen Vulkanismus. Das erste vulkanische Ereignis, vor etwa 8 Millionen Jahren, gab es an der Brooks Peninsula, aber die meisten Vulkane waren vor 3 Millionen Jahren aktiv. Der größte Teil des Vulkanismus des Alert-Bay-Gürtels korrespondiert mit raschen Wechseln der Geometrie der Cascadia-Subduktion und einem Hiatus in der Aktivität des Kaskaden-Bogens auf dem Festland. Das letzte vulkanische Ereignis geschah vor 2,5 Millionen Jahren am Cluxewe Mountain, welcher aus Dazit-Lava besteht.

### Geothermale und seismische Aktivität
An mindestens vier Vulkanen wurden seit 1985 seismische Aktivitäten beobachtet, so am Mount Garibaldi (drei Ereignisse), am Mount Cayley (vier Ereignisse), am Mount-Meager-Massiv (17 Ereignisse) und an der Silverthrone Caldera (zwei Ereignisse). Seismische Daten legen nahe, dass diese Vulkane immer noch aktive Magmakammern besitzen, was anzeigt, dass einige Vulkane des Garibaldi-Gürtels wahrscheinlich aktiv sind; dadurch ergeben sich ernsthafte Gefährdungen. Die seismische Aktivität korrespondiert mit einigen der jüngsten Vulkane im heutigen Kanada und mit bestehenden Vulkanen, die Zeit ihrer Existenz starke explosive Ausbrüche zu verzeichnen hatten wie der Mount Garibaldi, der Mount Cayley und das Mount-Meager-Massiv.

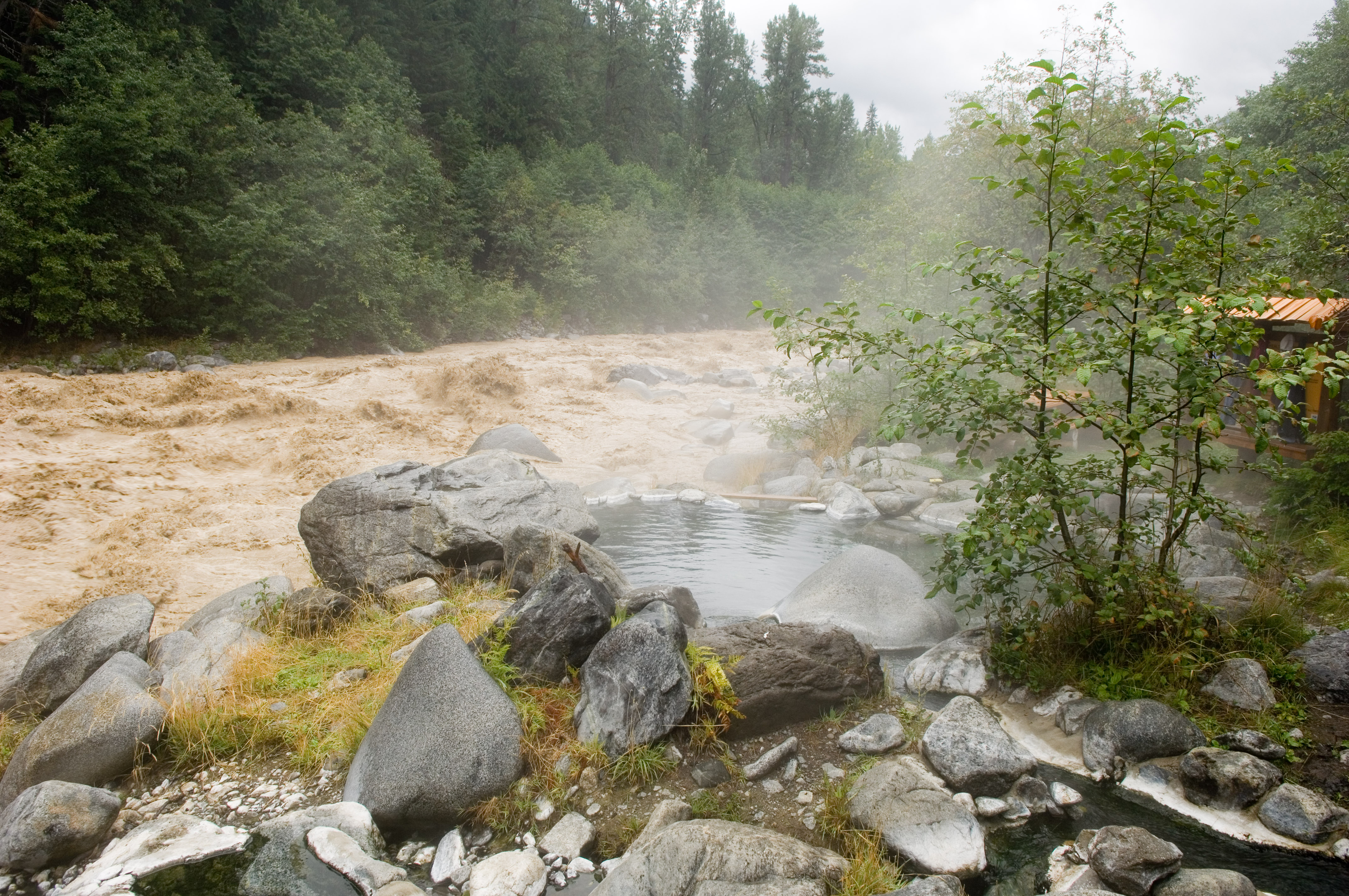
Eine vulkanische Thermalquelle nahe dem Meager Creek, die Verbindung zum Vulkanismus am Mount-Meager-Massiv steht

Eine Reihe von Thermalquellen in der Umgebung des Tals des Lillooet River wie die Harrison-, die Sloquet-, die Clear-Creek- und die Skookumchuck-Quellen befinden sich nicht in der Nähe von Gebieten mit rezenter vulkanischer Aktivität. Stattdessen sind viele von ihnen nahe den 16–26 Millionen Jahre alten Intrusionen des Pemberton-Vulkangürtels zu finden. Die Beziehungen dieser Thermalquellen zum Garibaldi-Vullkangürtel sind nicht offensichtlich. Es gibt jedoch auch Ausnahmen. Am Mount Cayley gibt es etwa fünf Thermalquellen sowie zwei kleine Gruppen heißer Quellen am Mount-Meager-Massiv. Die Quellen am Meager könnten Hinweise auf eine flache oberflächennahe Magmakammer sein. Es gibt keine vergleichbaren Thermalquellen am Mount Garibaldi, obwohl es Hinweise auf einen abnormen Hitzestrom an den benachbarten Table Meadows und anderen Orten gibt. Abnorm warmes Wasser in der Nachbarschaft von Britannia Beach könnte mit der geothermalen Aktivität am Watts Point Volcanic Centre verknüpft werden.

## Menschheitsgeschichte

### Vorsorge und Monitoring
Eine Reihe vulkanischer Objekte im Canadian Cascade Arc sind durch Provincial Parks geschützt. Der Garibaldi Provincial Park wurde 1927 eingerichtet, um die vielfältige geologische Geschichte, vergletscherte Berge und andere natürliche Ressourcen der Region zu bewahren. Er wurde nach dem 2.678 m hohen Schichtvulkan Mount Garibaldi benannt, welcher wiederum 1860 nach dem italienischen Freiheitskämpfer und politischen Führer Giuseppe Garibaldi benannt ist. Im Nordwesten schützt der Brandywine Falls Provincial Park die Brandywine Falls, einen 70 m hohen Wasserfall, der über mindestens vier basaltische Lavaflüsse mit Basaltsäulen hinabstürzt. Der Ursprung des Namens ist unklar, könnte aber von zwei Landvermessern namens Jack Nelson und Bob Mollison stammen.
Kein Vulkan im Canadian Cascade Arc wird durch die Geological Survey of Canada engmaschig genug beobachtet, um die Aktivität seines Magmasystems feststellen zu können. Das Canadian National Seismograph Network wurde zum Monitoring von Erdbeben in ganz Kanada etabliert; die Seismographen sind jedoch zu weit entfernt, um verlässliche Hinweise auf die Aktivitäten unter den Vulkanen zu liefern. Sie könnten einen Anstieg der seismischen Aktivität registrieren, doch könnte dies nur einen Hinweis für eine starke Eruption sein. Die Aktivität könnte erst entdeckt werden, wenn der Ausbruch schon im Gange ist. Wenn sie ausbrächen, würden wahrscheinlich Hilfsleistungen koordiniert. Der Interagency Volcanic Event Notification Plan (IVENP) wurde geschaffen, um die Prozesse zur Benachrichtigung einiger der wichtigsten Behörden festzuschreiben, die aufgrund eines Vulkanausbruchs in Kanada, nahe der Grenze zwischen Kanada und den Vereinigten Staaten oder irgendeiner Eruption, die Auswirkungen auf Kanada hätte, tätig würden.